# Caradrina plesiarchia
Caradrina plesiarchia là một loài bướm đêm trong họ Noctuidae.